# Oniscus armatus
Oniscus armatus là một loài chân đều trong họ Oniscidae. Loài này được Nicolet miêu tả khoa học năm 1849.